# Soungoutou Magassa
Soungoutou Magassa, född 8 oktober 2003 i Stains, är en fransk fotbollsspelare.

## Karriär
Soungoutou Magassa inledde sin seniorkarriär i Monacos B-lag år 2021. Han debuterade i dess A-lag 2022. Han har representerat Frankrike på flera ungdomsnivåer sedan 2022. Vid olympiska sommarspelen 2024 i Paris ingick han i det franska laget som tog silver efter att ha förlorat finalen mot Spanien.